# Berbernas ursprung
Det finns ingen säker kunskap om berbernas ursprung men olika vetenskapsgrenar ger var för sig olika ledtrådar som tillsammans ger en god bild av deras bakgrund.

## Genetiska belägg
Populationsgenetik är fortfarande en ung och omdiskuterad vetenskapsgren, men genetiska kartläggningar antyder att de flesta människorna i västra Nordafrika, oavsett om de betraktar sig själva som berber eller araber, har ett berbiskt ursprung och att området befolkats av förfäder till berberna sedan senpaleolitikum (omkring 40 000 år sedan). De förfäder som genetiskt dominerade i området tycks – många frågetecken återstår – ha kommit från Östafrika eller Mellanöstern eller både och. Dessa genetiska spår stämmer väl överens med berbernas egna muntliga tradition enligt vilken de härstammar från ett gammalt jemenitisk folk som spred sig västerut från södra Arabiska halvön över Afrikas horn. Berbernas genuppsättning härstammar dock till stor del från betydligt yngre invandring av araber, européer och afrikaner.
Y-kromosomen överförs uteslutande från far till son. 
Enligt Bosch 2001 har "den nordvästafrikanska uppstättningen av Y-kromosomer ett historiskt ursprung som kan sammanfattas enligt följande: 75 % nordvästafrikanska kromosomer från senpaleotikum (H35, H36 och H38), 13 % neolitiska kromosomer (H58 och H71), 4 % historiska europeiska kromosomer (grupperna IX, H50 och H52) och 8 % yngre subsahariska kromosomer (H22 och H28)", varav större delen härstammar från "en senpaleolitisk invandring som förmodligen kom från Östafrika". 
Tolkningen av den näst vanligaste, neolitiska genuppsättningen är omdiskuterad:
Liksom Semino 2000 och Bosch 2001, menar Arredi 2004 att gruppen H71 tillsammans med den nordafrikanska diversifieringen av Y-kromosomer pekar mot en "betydande spridning av afroasiatiska boskapsskötare från Mellanöstern". 
Nebel 2002 menar istället att H71 snarare antyder "en betydligt yngre överföring av gener som orsakats av invandringen av arabiska folkgrupper under vår tideräknings första millennium. 
Boschs forskargrupp kan inte se någon större genetisk skillnad mellan arabisk- och berbertalande folk i Nordafrika, vilket de menar stöder "tolkningen att den arabisering och islamisering av nordvästra Afrika som inleddes under 600-talet, som kulturellt fenomen saknar betydande genetiska föregångare". 
Cruciani 2004 konstaterar att Y-kromosomerna i genuppsättningen E-M81 stämmer väl överens med de berbiska befolkningsgrupperna.
Mitokondrie-DNA (mtDNA) ärvs istället bara genom mödernet. 
Enligt Macaulay 1999 har "en tredjedel av de mozabitiska berbernas mtDNA ursprung från Mellanöstern och kom förmodligen till Nordafrika för omkring 50 000 år sedan och en åttondel har ursprung från Afrika söder om Sahara. Europa tycks var källan till många av de återstående sekvenserna och de övriga kommer antingen från Europa eller Mellanöstern". 
[Maca-Meyer 2003] har analyserat mtDNA-förekomsten i den "inhemska Nordafrikanska gruppen U6" och drar slutsatsen att:
U6 härstammar med stor sannolikhet från Mellanöstern. För omkring 30 000 år sedan spred den sig till Nordafrika där den utgör ett regionalt kännemärke. Undergruppen U6a återspeglar den första spridningen från Maghreb-området tillbaka österut under paleolitikum. Under-undergruppen U6a1 indikerar en senare förflyttning från Östafrika tillbaka till Maghreb och Mellanöstern. Denna utvandring sammanfaller med den sannolika afroasiatiska, lingvistiska expansionen".
En genetisk studie av Fadhlaoui-Zid 2004 visar, vad gäller specifikt nordafrikanska genuppsättningar, att "denna gengrupps expansion skedde utifrån Nordafrika för 10 500 år sedan för att därefter sprida sig till angränsande populationer". U6, en specifikt nordafrikansk genuppsättning, härstammar förmodligen från Mellanöstern för 30 000 år sedan men har bara bevarats i begränsad omfattning och utgör 6-8 % av Shilhas (i södra Marocko), 18 % kabylernas (i Algeriet) och 28 % och (Djerba),21 %(Tunisien) av mozabiternas genuppsättningar. 
Rando 1998 () "upptäckte kvinnligt överförda gener från Afrika söder om Saharah till nordvästra Afrika" som uppgick till så mycket som 21,5 % av mtDNA-sekvenserna i ett prov från den nordvästafrikanska befolkningen men mängden varierade från 82 % hos touaregerna till 4 % hos rifkabylerna. Detta nord-sydliga avtagande i det subsahariska bidragen till den lokala genuppsättningen bekräftas av Esteban

## Arkeologiska belägg
Den neolitiska capsienkulturen varade i Nordafrika 9 500 f.Kr.-2 700 f.Kr. Både lingvister och populationsgenetiker associerar denna kultur med spridningen av de afroasiatisk språken i området, dvs de moderna berbiska språkens ursprung. Den capsiensiska kulturens ursprung har dock inte gått att fastställa arkeologiskt. Somliga betraktar den som en fortsättning på den tidigare mesolitiska, ibero-mauriska kulturen omkring 22 000 f.Kr. där andra menar att befolkningen sammansättning ändrats, dentala spår tycks stödja den tidigare hypotesen 
.

## Lingvistiska belägg
De berbiska språken utgör en gren av de afroasiatiska språken och härstammar följaktligen från det afroasiatiska urspråket. Utifrån lingvistisk migrationsteori antas detta urspråk av lingvisthistoriker som Igor Diakonoff och Christopher Ehret ha uppstått i östra Afrika för åtminstone 12 000 år sedan. Alexander Militarev antar istället att urspråkets ursprung finns i Mellanöstern. Enligt Ehrets hypoteser bör den capsiensiska kulturen förknippas med språkliga föregångare till berber- eller tchadiska språk och bör ha kommit till norra Afrika från Rödahavskusten. Frågan vilken av de afroasiatiska språkfamiljerna som är närmast släkt med berberspråken är fortfarande omdiskuterad, men de flesta lingvister accepterar åtminstone semitiska eller tchadiska som de mest närliggande.
Det nubiska språk som talas längs med Nilens stränder innehåller flera berbiska lånord och, enligt Bechaus-Gerst, antyder det att berberspråken tidigare haft en betydligt större utbredning söderut än idag.